# Храмовая пещера на горе Шушуния
Храмовая пещера на горе Шушуния (бенг. শুশুনিয়া, Susunia, Shushunia) — древнейший археологический и религиозный объект в Западной Бенгалии (современный Бангладеш), посвященный богу Вишну. Храмовая пещера датируется II веком нашей эры, о чём свидетельствует надпись на стене пещеры. Пещера расположена на горе Шушуния в нескольких километрах к северо-западу от города Банкура на западе Бенгалии (23°23′21″ с. ш. 86°58′51″ в. д.).

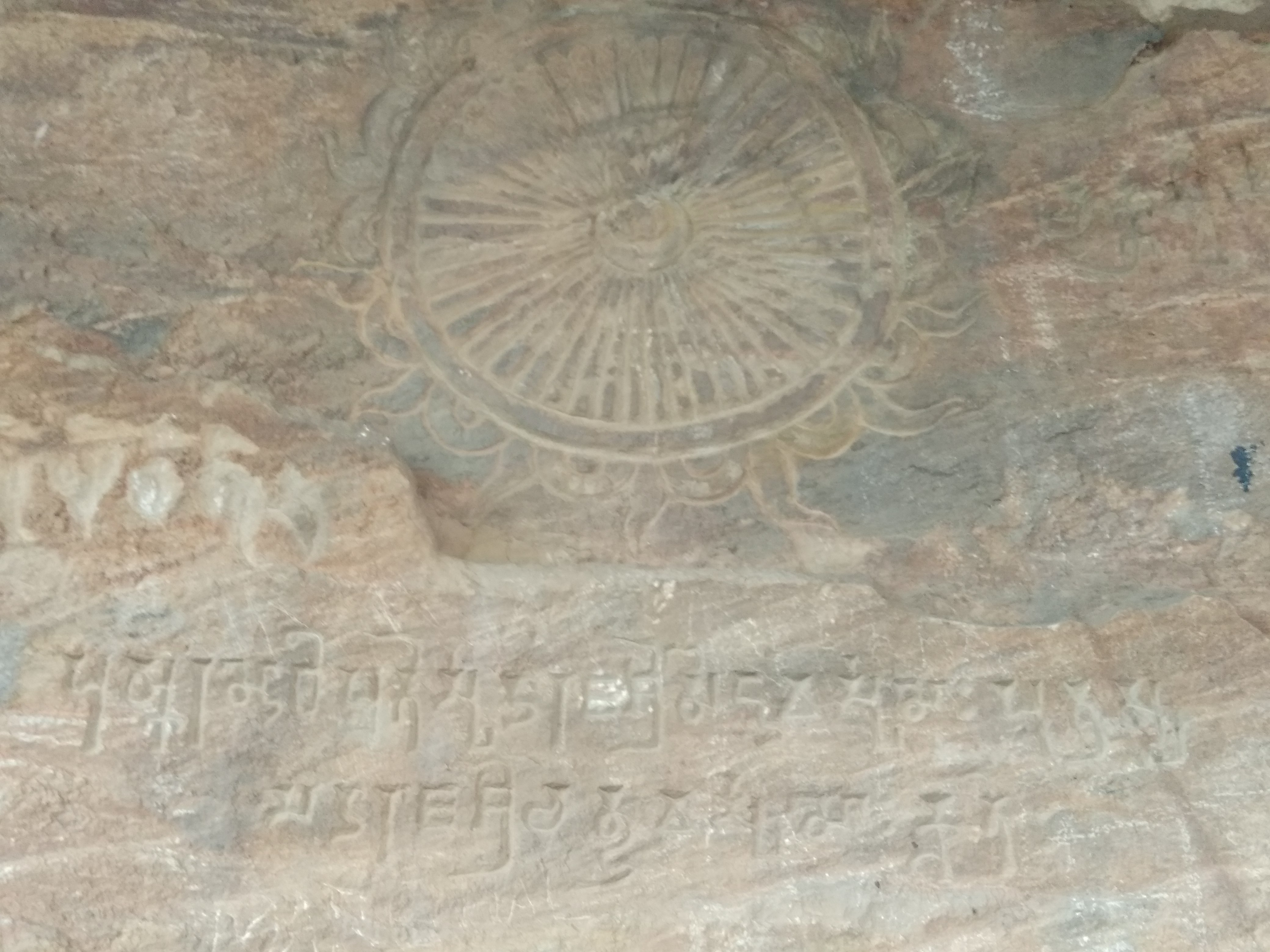
Изображение чакры и настенная надпись

В храмовой пещере найдено первое настенное вайшнавское изображение в Бенгалии. Надпись на стене свидетельствует о поклонении Вишну раджей Чандраварманом (Chandra Varman): 
Преданный Чакра свами [Господа Вишну], царь Пушкарана, сын царя Симхавармана, царь Чандравармана предлагает доходы от деревни Дхосо для поклонения своему ГосподуРаджа Чандраварман
На стене пещеры различим образ Сударшана-чакры, символа Вишну. Считается, что на горе стояли укрепления, когда-то возведённые раджей Чандраварманом.
К тому же периоду относится первое каменное изваяние Вишну. Оно найдено возле Нарахатты (Narahatta, 24°48′26″ с. ш. 89°15′23″ в. д.), в округе Богра на севере Бангладеш. Образ имеет развитые тело и плечи, голову венчает впечатляющая корона. В верхних руках Вишну держит большую булаву (Каумодаки) и чакру (Сударшану). В нижних руках находятся цветок лотоса (падма) и священная раковина (шанкха). Пояс охватывает бёдра, а нижняя часть тела одета в дхоти, мужскую нижнюю одежду, традиционную для Южной Азии. Однако в отличие от современных дхоти, дхоти на Вишну похоже на своеобразную скрученную ткань, протянутую между ногами. Вишну украшает несколько драгоценностей, включая серьги. Вокруг головы виден простой ореол. Отсутствие двух спутников (Гада-деви и Чакра-пуруша) свидетельствует о том, что образ создан в период Кушанского царства (105—250 годы н. э.) и, следовательно, относится ко II веку нашей эры. В настоящее время мурти хранится в Исследовательском музее Варендры Государственного университета в Раджшахи (Бангладеш).